# Preganziol
Preganziol (IPA: /preɡanˈtsjɔl/, Preganxiol IPA: /preɡanˈzjɔl/ in veneto) è un comune italiano di 16 719 abitanti della provincia di Treviso in Veneto.

## Geografia fisica
Il territorio di Preganziol è completamente pianeggiante. Il suolo, per lo più argilloso, permette l'esistenza di numerosi corsi d'acqua, comunque di modesta portata e lunghezza: da sud, i principali sono il Zermanson, Serva, il Bigonzo e il Dosson, tutti affluenti del fiume Sile.

## Origini del nome
La prima parte del nome è sicuramente in relazione al veneto prà che significa "prato" e indicherebbe dunque la presenza di terreni utili al pascolo o, più in generale, di possedimenti. La seconda parte è discussa: forse deriva dal nome dell'antico proprietario (un tale Golza, Galzolo o Granziol quindi); oppure è legato ad un termine veneto, oggi in disuso, che significava "bosco" (da gazo, giagio, gaiolo), quindi indicherebbe un prato protetto da una selva. La presenza di fitti boschi è infatti documentata in vari documenti medievali.

## Storia
Le tracce più antiche della presenza umana nel territorio risalgono all'epoca romana. Si ritiene che l'attuale comune costituisse l'estremità settentrionale della centuriazione di Altinum, il cui confine con Tarvisium seguiva il corso del Sile.
La prima citazione scritta di Preganziol, indicata come prati Golzoli, è in una bolla del 1170 con la quale papa Alessandro III donava la chiesa locale, già cappella della pieve di San Giovanni di Treviso, al Capitolo dei Canonici di Treviso. La disposizione fu confermata nel 1181 è il paese è menzionato come Pratoganziol.
Come suggerirebbe il toponimo, il territorio era in passato ricco di vegetazione. In un documento del 1317 si osserva la necessità di tagliare le selve che offrivano riparo ai briganti. Dell'anno successivo è un altro scritto in cui è attestato l'utilizzo delle loviere, trappole per catturare i lupi.
Nel 1350 la popolazione fu decimata per l'imperversare della peste. Per favorire il ripopolamento della zona, il comune di Treviso, da cui dipendeva, offrì sgravi fiscali per chi vi si ristabiliva.
Il 22 dicembre del 1807 nascono ufficialmente la municipalità di Preganziol (con l'aggregazione di Settecomuni) e quelle di San Trovaso e Sambughè. Tuttavia già il 6 febbraio 1808 le prime due sono abolite per essere annesse al comune di Treviso, preservando invece quella di Sambughè.
Nel 1816 il comune di Preganziol si stacca da Treviso e, inglobando San Trovaso e Sambughè, assume l'odierna configurazione.

### Simboli
Lo stemma comunale e il gonfalone sono stati concessi con decreto del presidente della Repubblica dell'11 ottobre 1983.
Lo stemma è diviso in due verticalmente: a destra il bosco ricorda l'etimo del toponimo (forse da prà "prato" e gazio "bosco", vedi sopra); la fabbrica a sinistra testimonia l'importanza dell'industria; i soggetti sono sovrastati da un pastorale (il potere dei vescovi di Treviso) con una spiga di grano e una pannocchia (l'abbondanza dell'agricoltura).
Il gonfalone è un drappo partito di rosso e d'azzurro.

## Monumenti e luoghi d'interesse

### Architetture religiose
- La parrocchiale di Sant'Urbano risale, nella sua ultima riedificazione, al XVIII secolo, tranne la facciata novecentesca progettata da Antonio Beni. All'interno, una Madonna della Cintura, gruppo ligneo di Valentino Panciera Besarel (1895), il Martirio di Sant'Urbano, affresco del soffitto di Giovan Battista Canal (1792) e una Madonna della Cintura, altro dipinto del Canal collocato sul primo altare di sinistra; le stazioni della Via Crucis e la tela Strage degli innocenti sono opere recenti di Giuseppe Pin. Nella cantoria sopra il portale una maestosa cassa settecentesca ospita l'organo realizzato da Benigno Castelli di Lecco, acquistato dal parroco Don Domenico Biondo e installato da Silvano Girotto nel 1962, successivamente ampliato e restaurato da Girotto nel 2021, dotato di una nuova consolle e aggiunti nuovi registri.

- La chiesa di San Martino Vescovo, ricostruita nel 1642, presenta un'impostazione tardo rinascimentale. La facciata è orientata verso est ed è preceduta da un elegante campanile. All’interno della chiesa si trovano cinque altari principali: l'altare maggiore, di fattura veneta, con una tela di Michele Desubleo raffigurante San Martino che dona parte del suo mantello a un povero, L'altare della Madonna della seconda metà del 1700, con una statua della Vergine col Bambino, l'altare del crocifisso del XVIII secolo, con un olio su tela di Francesco Migliori che mostra Cristo in Croce con S. Lorenzo, S. Lucia e San Rocco, l'Altare di San Vincenzo, risalente al XVIII secolo e l'Altare di Sant’Antonio del XVIII secolo.

### Architetture Civili
- Il Palazzo Municipale, posto lungo il Terraglio, fu inaugurato nel 1927 dal Sindaco Achille Vettorazzo, architetto e progettista dello stesso edificio.
- L'auditorium comunale "Sala Granziol", auditorium dove vengono proposti diversi spettacoli a cadenza mensile.Villa Grassi-Marcello del Majno

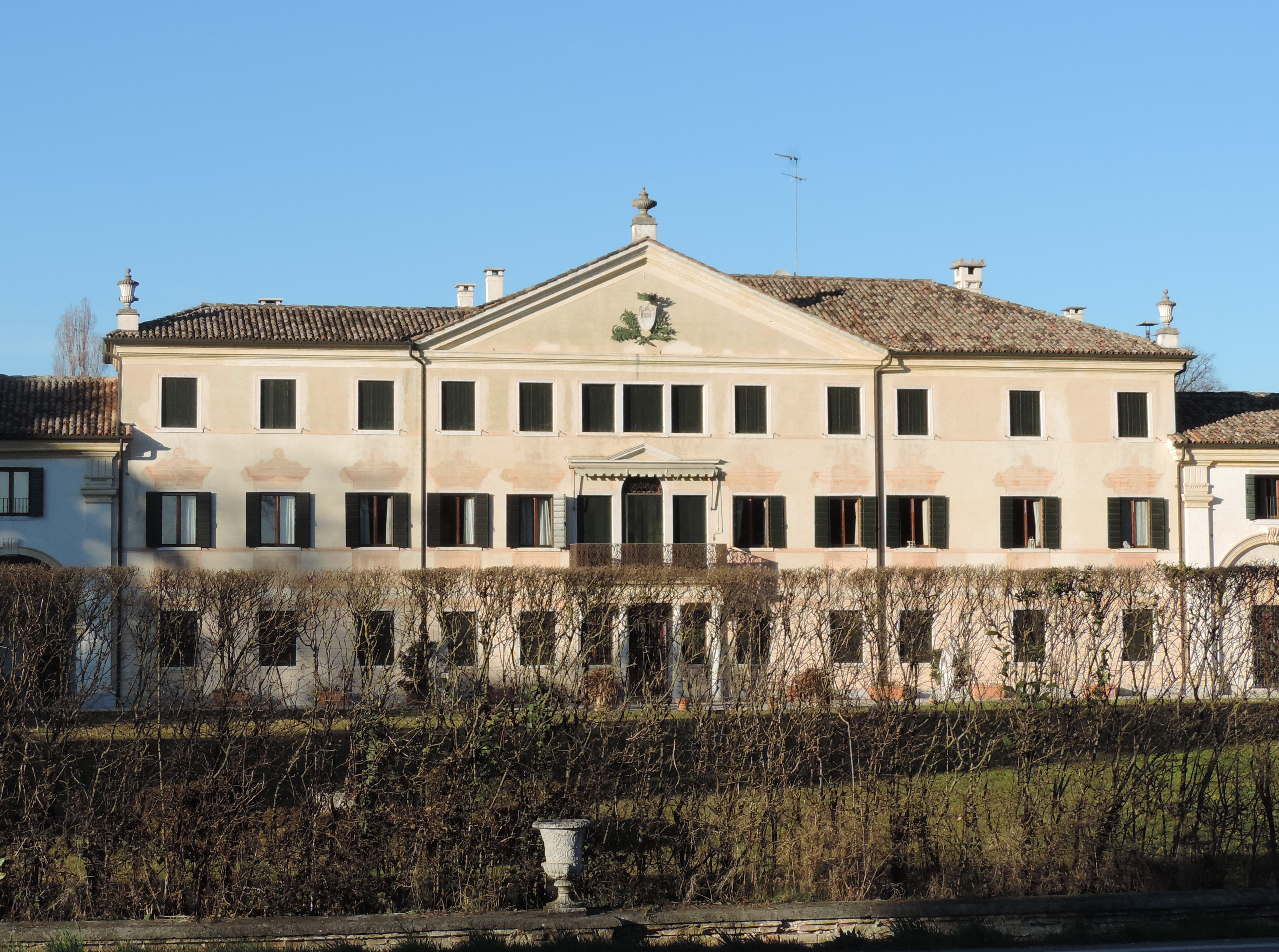
Villa Grassi-Marcello del Majno

#### Ville Venete
Nel territorio, sono presenti numerosissime ville venete. L'asse viario principale, il Terraglio, ne è particolarmente ricco. Partendo da sud, le ville che si affacciano ai lati della strada sono:  Villa Lin-Marcello del Majno (lato occidentale), Villa Longo Marchesi, Villa Querini-Biadene detta “la Colombina” (lato orientale), Villa Palazzi-Valier o Taverna e, in particolare, Villa Albrizzi-Franchetti, sita nella frazione di San Trovaso. Altra strada caratterizzata dalla presenza di numerose ville è via Schiavonia, s'incontrano partendo da Ovest Villa Tasso (lato settentrionale), Villa Spandri e Villa Grassi-Marcello del Majno detta "Ego".

## Società

### Evoluzione demografica
Abitanti censiti

### Etnie e minoranze straniere
Al 31 dicembre 2022 gli stranieri residenti nel comune erano 1264, ovvero il 7,64% della popolazione.

## Geografia antropica

### Frazioni
A Preganziol appartengono le tre frazioni di Sambughè, San Trovaso e Frescada e le località di Settecomuni, Alle Grazie e La Boschetta.

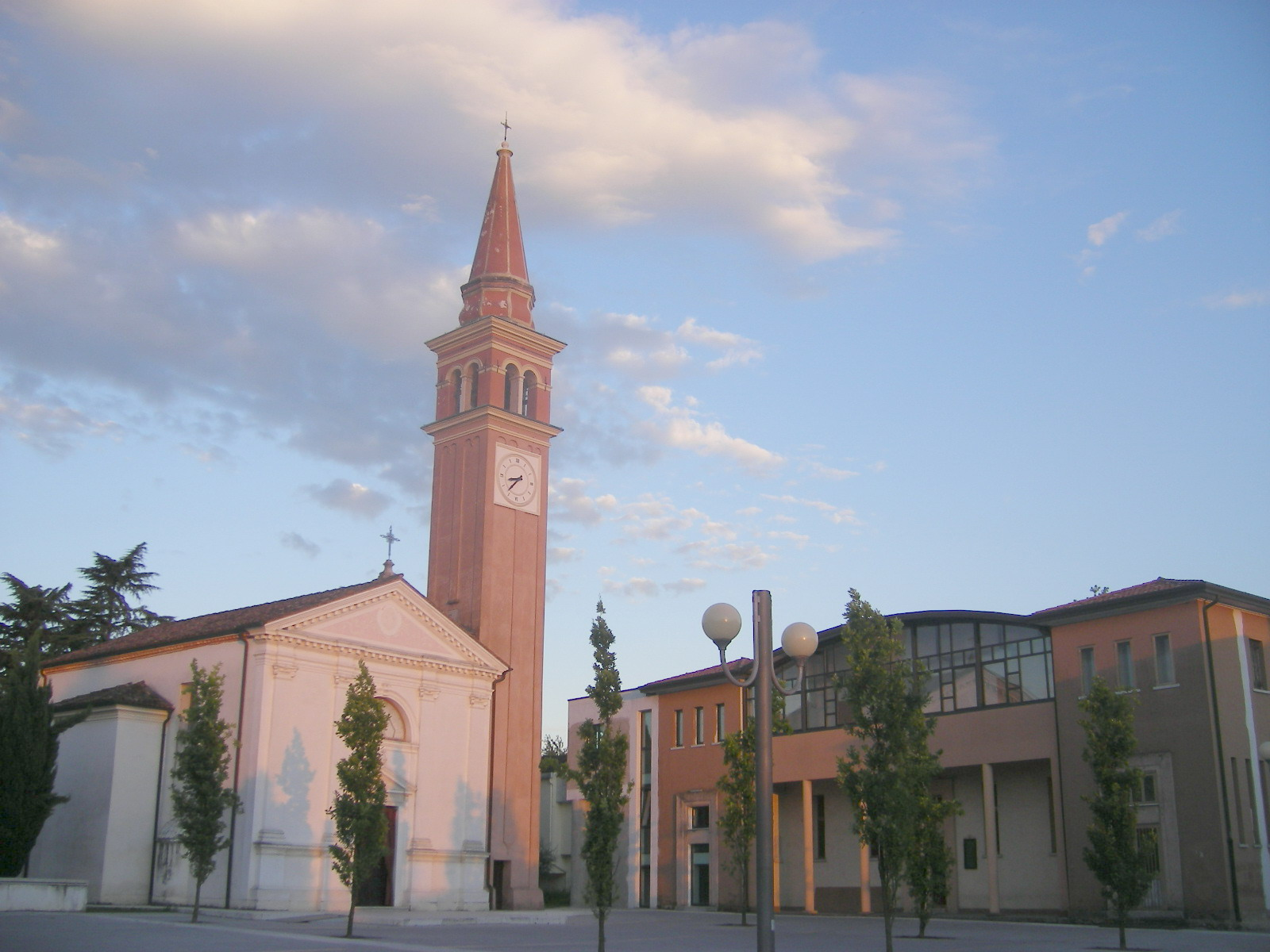
La parrocchiale dei Santi Gervasio e Protasio martiri a San Trovaso

### Suddivisioni ecclesiastiche
Nel territorio di Preganziol hanno sede quattro parrocchie, comprese nella diocesi di Treviso; tre di queste appartengono al vicariato di Mogliano e una al vicariato Urbano:
- Preganziol (Sant'Urbano papa)
- San Trovaso (Santi Gervasio e Protasio martiri)
- Sambughè (San Martino vescovo)
- Frescada (San Giovanni Battista, vicariato Urbano)

### Altre località del territorio
- La Boschetta (204 ab.): quartiere di recente costruzione posto all'estremità sud del comune, tra l'abitato di Campocroce di Mogliano e la ferrovia Venezia-Udine;
- Le Grazie (377 ab.): lungo il Terraglio, tra Preganziol e San Trovaso. Vi si trova un importante Santuario mariano (Santa Maria delle Grazie, da cui trae il nome la stessa località) e un'area industriale;
- Settecomuni (67 ab.; l'ISTAT lo indica come Case Gatto-Zanetti): ad ovest di San Trovaso, lungo via Bacchina.

Oltre a queste, che per importanza sono citate nello stesso statuto comunale, esistono numerosi altri toponimi, molti dei quali ormai in disuso. Si hanno ad esempio Baratta Vecchia, ad ovest del centro, Canton, ad est, La Croce, presso il confine con Mogliano Veneto, dove sorge una piccola zona industriale, e Borgo Verde (572 ab.), quartiere recente ad est del centro, alla sinistra di via Schiavonia.

## Infrastrutture e trasporti

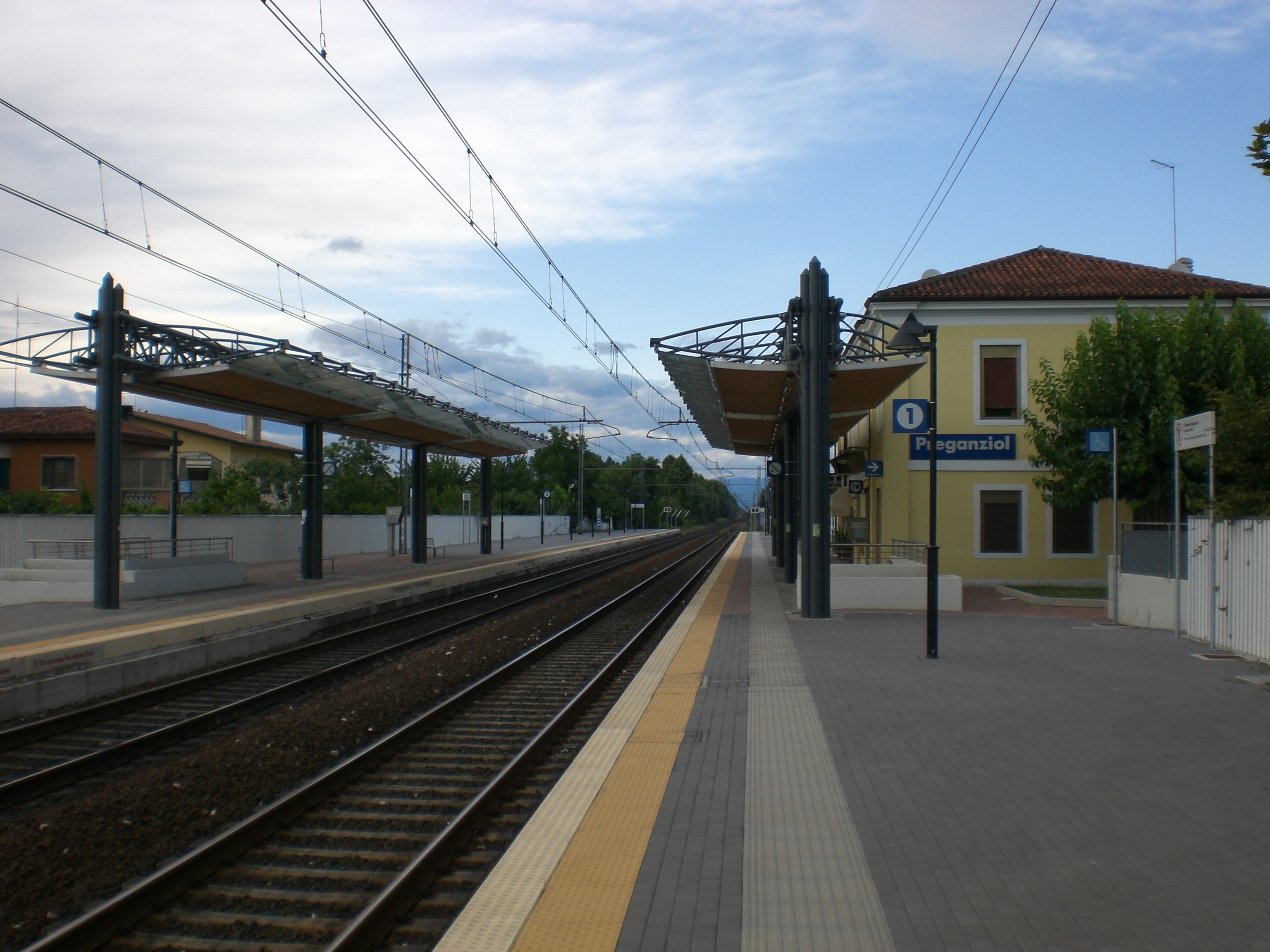
Stazione FS di Preganziol

### Strade
Il comune è interessato dalla Strada Statale 13 ed è servito dalla Autostrada A4 Torino - Trieste (casello di Preganziol del Passante di Mestre).

### Ferrovie

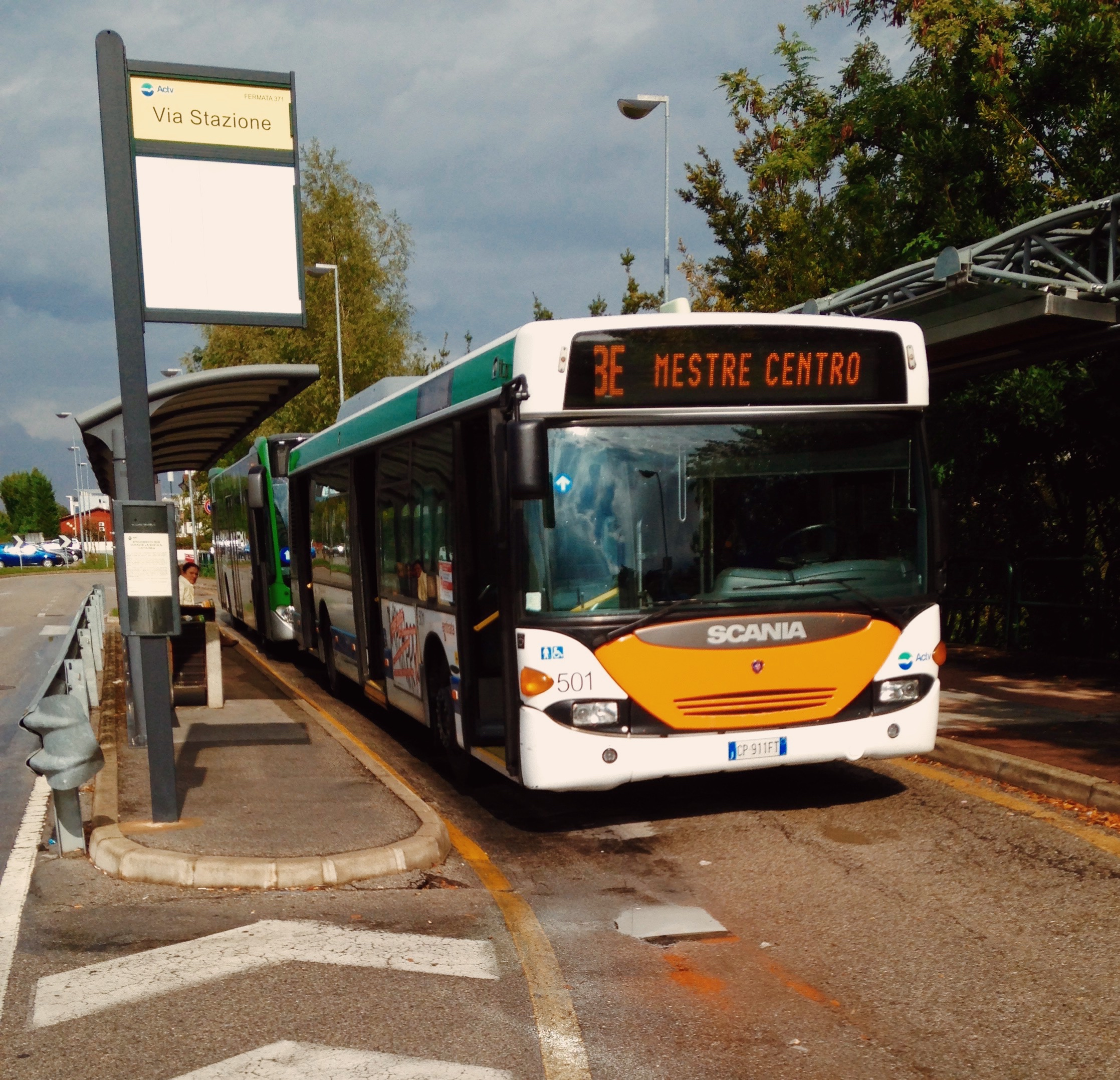
Autobus ACTV alla Stazione FS di Preganziol.

La località è servita dall'omonima stazione ferroviaria e dalla stazione di San Trovaso, entrambe facenti parte della linea ferroviaria Venezia-Udine.

### Mobilità urbana
I trasporti pubblici a Preganziol vengono effettuati con autoservizi di linea suburbani (linea 8E) gestiti in pool da MOM e ACTV, che collegano Treviso a Mestre passando per Preganziol e Mogliano Veneto. Preganziol è altresì capolinea delle linee urbane 8 e 9 di MOM, che afferiscono al centro di Treviso, collegando le frazioni al capoluogo. Sono inoltre previste navette scolastiche dirette ai principali istituti d’istruzione superiori del capoluogo e di Mogliano Veneto.

## Amministrazione

### Sindaci dal 1920 al 1946
| Periodo | Periodo | Primo cittadino        | Partito | Carica      | Note |
| ------- | ------- | ---------------------- | ------- | ----------- | ---- |
| 1920    | 1922    | Carlo Marzari          |         | Sindaco     |      |
| 1922    | 1923    | Emilio Pavan           |         | Sindaco     |      |
| 1923    | 1924    | Alessandro Bernardello |         | Comm. pref. |      |
| 1924    | 1926    | Giuseppe Fusarini      |         | Sindaco     |      |
| 1926    | 1927    | Francesco Zanatta      |         | Comm. pref. |      |
| 1927    |         | Francesco Zanatta      |         | Podestà     |      |
|         |         | Lorenzo Biral          |         | Podestà     |      |
|         |         | Girolamo Signoretti    |         | Podestà     |      |
|         |         | Achille Vettorazzo     |         | Podestà     |      |
|         |         | Vincenzo Piccolo       |         | Podestà     |      |

### Sindaci dal 1946
| Nominativo                                           | Nominativo                                        | Partito / Coalizione                              | Periodo                                           | Elezione                                          |
| Sindaci eletti dal Consiglio comunale (1946-1995)    | Sindaci eletti dal Consiglio comunale (1946-1995) | Sindaci eletti dal Consiglio comunale (1946-1995) | Sindaci eletti dal Consiglio comunale (1946-1995) | Sindaci eletti dal Consiglio comunale (1946-1995) |
| ---------------------------------------------------- | ------------------------------------------------- | ------------------------------------------------- | ------------------------------------------------- | ------------------------------------------------- |
|                                                      | Paolo Morpurgo                                    | Democrazia Cristiana                              | 1946                                              | 1946                                              |
|                                                      | Francesco Zanchi                                  | Democrazia Cristiana                              | 1946-1950                                         | (1946)                                            |
|                                                      | Giovanni Mattiello                                | Democrazia Cristiana                              | 1950-1958                                         | (1946)                                            |
| 1951                                                 | Giovanni Mattiello                                | Democrazia Cristiana                              | 1950-1958                                         |                                                   |
| 1956                                                 | Giovanni Mattiello                                | Democrazia Cristiana                              | 1950-1958                                         |                                                   |
|                                                      | Cirillo Granziol                                  | Democrazia Cristiana                              | 1958-1966                                         | (1956)                                            |
| 1960                                                 | Cirillo Granziol                                  | Democrazia Cristiana                              | 1958-1966                                         |                                                   |
| 1964                                                 | Cirillo Granziol                                  | Democrazia Cristiana                              | 1958-1966                                         |                                                   |
|                                                      | Giovanni Ceron                                    | Democrazia Cristiana                              | 1966-1975                                         | (1964)                                            |
| 1970                                                 | Giovanni Ceron                                    | Democrazia Cristiana                              | 1966-1975                                         |                                                   |
|                                                      | Gino Vanin                                        | Democrazia Cristiana                              | 1975-1984                                         | 1975                                              |
| 1980                                                 | Gino Vanin                                        | Democrazia Cristiana                              | 1975-1984                                         |                                                   |
|                                                      | Giuseppe Ervas                                    | Democrazia Cristiana                              | 1984-1985                                         | (1980)                                            |
|                                                      | Daniele Biadene                                   | Democrazia Cristiana                              | 1985-1986                                         | 1985                                              |
|                                                      | Giuseppe Olivo                                    | Partito Repubblicano Italiano                     | 1986-1990                                         | (1985)                                            |
|                                                      | Bruno Moro                                        | Democrazia Cristiana                              | 1990-1992                                         | 1990                                              |
|                                                      | Pietro Tronchin                                   | Democrazia Cristiana                              | 1992-1995                                         | (1990)                                            |
| Sindaci eletti direttamente dai cittadini (dal 1995) |                                                   |                                                   |                                                   |                                                   |
|                                                      | Pietro Tronchin                                   | Centro-sinistra                                   | 1995-1999                                         | 1995                                              |
|                                                      | Franco Zanata                                     | Centro-sinistra                                   | 1999-2009                                         | 1999                                              |
| 2004                                                 | Franco Zanata                                     | Centro-sinistra                                   | 1999-2009                                         |                                                   |
|                                                      | Sergio Marton                                     | Centro-destra (LN / LV)                           | 2009-2014                                         | 2009                                              |
|                                                      | Paolo Galeano                                     | Centro-sinistra                                   | 2014-2024                                         | 2014                                              |
| 2019                                                 | Paolo Galeano                                     | Centro-sinistra                                   | 2014-2024                                         |                                                   |
|                                                      | Elena Stocco                                      | Centro-sinistra                                   | 2024-in carica                                    | 2024                                              |